# Kazuhiro
Kazuhiro ist ein japanischer Vorname.

## Namensträger
- Kazuhiro Koshi (* 1964), japanischer Skeletonpilot
- Kazuhiro Mori (* 1981), japanischer Fußballspieler
- Kazuhiro Mori (* 1982), japanischer Radrennfahrer
- Paul Kazuhiro Mori (1938–2023),  japanischer römisch-katholischer Geistlicher und Weihbischof